# Claës Breitholtz
Claës Gustaf Erhard Breitholtz, född den 24 januari 1874 i Silbodals församling, Värmlands län, död den 20 juni 1945 på Fastmyra herrgård i Gryts församling, Södermanlands län, var en svensk jurist och ämbetsman. Han var bror till Torsten Breitholtz samt far till Metta von Rosen och Claës C:son Breitholtz.
Breitholtz avlade juris utriusque kandidatexamen vid Uppsala universitet 1903. Han blev extra ordinarie tjänsteman i generalpoststyrelsen 1903, amanuens i civildepartementet 1904 och auditör vid Göta livgarde 1908. Breitholtz var kanslist hos Första Kammaren 1905–1909. Han blev ombudsman hos generalpoststyrelsen och postsparbanksstyrelsen 1909 och ombudsman med byrådirektörs grad 1923. Breitholtz var byrådirektör 1927–1936. Han blev ordförande i Svenska adelsförbundet 1924, i Svenska hundskyddsföreningen 1928, i Djurvännernas förening 1932 och var ordförande i Sveriges djurskyddsföreningars riksförbund 1938–1939. Breitholtz var hedersledamot i Danmarks, Norges och Finlands djurskyddsföreningar och i Svenska adelsförbundet. Han blev riddare av Vasaorden 1921. Breitholtz är gravsatt i Gustav Vasa kyrkas kolumbarium vid Odenplan i Stockholm.